# Immersione (matematica)
In matematica, l'immersione indica la relazione tra due strutture, tali che una delle due contiene al suo interno una "copia" dell'altra, ossia un sottoinsieme che ne conserva le medesime strutture. Questa relazione può essere vista come un'estensione del concetto insiemistico di inclusione.
Una struttura {\displaystyle A} si dice immersa nella struttura {\displaystyle B} se esiste una funzione iniettiva {\displaystyle f\colon A\rightarrow B} tale che l'immagine {\displaystyle f(A)} conserva tutte o parte delle strutture matematiche presenti in {\displaystyle A}, ereditandole da quelle di {\displaystyle B}. La funzione prende anch'essa il nome di immersione. {\displaystyle B} viene detta estensione di {\displaystyle A}. Pertanto la definizione di immersione può assumere significati diversi a seconda del contesto in cui viene utilizzata e in particolare delle strutture che sono oggetto di studio; due strutture possono condividere più immersioni, anche se di norma una di queste viene considerata principale ed è detta immersione canonica; viene indicata con una freccia a uncino:
{\displaystyle A\hookrightarrow B.}
Nei termini della teoria delle categorie, l'immersione è un monomorfismo (funzione iniettiva che conserva la struttura); l'insieme {\displaystyle A} e la sua immagine {\displaystyle f(A)\subset B} sono invece isomorfi, ossia equivalenti dal punto di vista delle strutture interessate. Questa proprietà giustifica l'uso di identificare {\displaystyle A} con la propria immagine, e la notazione semplificata {\displaystyle A\subseteq B}.

## Esempi
Di seguito vengono riportati alcuni esempi significativi di immersione, con diverse strutture conservate.

### Inclusione
L'inclusione insiemistica {\displaystyle A\subseteq B} è la forma più semplice di immersione e la funzione che la realizza è l'identità (considerata sul dominio {\displaystyle A}):
{\displaystyle {\begin{aligned}i\colon A&\rightarrow B\\a&\mapsto a\end{aligned}}}
In questo caso non esistono strutture matematiche da conservare, per cui le notazioni {\displaystyle A\hookrightarrow B} e {\displaystyle A\subseteq B} risultano effettivamente equivalenti; la funzione in questo caso prende anche il nome di inclusione canonica.

### Numeri naturali e interi
L'insieme dei numeri interi (naturali con segno) {\displaystyle \mathbb {Z} } contiene una copia dei numeri naturali {\displaystyle \mathbb {N} }, costituita dagli interi con segno positivo; l'immersione canonica è:
{\displaystyle {\begin{aligned}j\colon \mathbb {N} &\rightarrow \mathbb {Z} \\n&\mapsto +n\end{aligned}}}
Si dimostra facilmente che l'immersione canonica conserva anche le strutture algebriche costituite dall'addizione e dal prodotto di numeri interi, nonché le usuali strutture d'ordine:
- {\displaystyle j(z_{1}+z_{2})=j(z_{1})+j(z_{2});}
- {\displaystyle j(z_{1}z_{2})=j(z_{1})j(z_{2});}
- {\displaystyle z_{1}\leq z_{2}\Leftrightarrow j(z_{1})\leq j(z_{2}).}

Queste proprietà giustificano la notazione semplificata {\displaystyle \mathbb {N} \subseteq \mathbb {Z} }, e l'identificazione del numero naturale {\displaystyle n} con il numero intero {\displaystyle +n}. Con analogo ragionamento vengono realizzate le altre estensioni delle comuni strutture algebriche:
{\displaystyle \mathbb {N} \subseteq \mathbb {Z} \subseteq \mathbb {Q} \subseteq \mathbb {R} \subseteq \mathbb {C} .}

### Inclusione topologica
Un'applicazione continua e iniettiva {\displaystyle f\colon X\rightarrow Y} tra due spazi topologici {\displaystyle X} e {\displaystyle Y} si dice inclusione topologica (ossia inclusione continua) se è un omeomorfismo sull'immagine {\displaystyle f(X)}, ossia {\displaystyle f\colon X\to f(X)} è un omeomorfismo, con {\displaystyle N=f(X)} considerato come sottospazio topologico di {\displaystyle Y}, quindi dotato della topologia indotta dallo spazio ambiente {\displaystyle Y}. L'applicazione {\displaystyle f\colon X\to f(X)} indotta da {\displaystyle f\colon X\to Y} è continua. In particolare se {\displaystyle f\colon X\to Y} è un omeomorfismo, allora {\displaystyle f} è una inclusione continua.
L'esistenza di un'inclusione topologica è un invariante topologico per {\displaystyle X}, per cui è possibile distinguere due spazi se uno dei due ammette una data inclusione topologica e l'altro no.

### Immersione tra spazi metrici
Una mappa {\displaystyle \phi } tra due spazi metrici {\displaystyle (A,d_{A})} e {\displaystyle (B,d_{B})}, {\displaystyle A} è  immerso in {\displaystyle B} con la distorsione {\displaystyle C>0} se esiste una costante {\displaystyle L>0} tale che:
{\displaystyle Ld_{A}(a_{1},a_{2})\leq d_{B}(\phi (a_{1}),\phi (a_{2}))\leq CLd_{A}(a_{1},a_{2}),\quad \forall a_{1},a_{2}\in A.}
La copia di {\displaystyle A} possiede la sua stessa distanza, a meno del fattore di distorsione.